# تنها پدرش
تنها پدرش (انگلیسی: His Only Father) یک فیلم کمدی صامت کوتاه به کارگردانی هال روچ و فرانک تری است که در سال ۱۹۱۹ منتشر شد. این فیلم، آخرین فیلم تک حلقه‌ای لوید بود و اینک یک فیلم گمشده محسوب می‌شود.

## بازیگران
- هارولد لوید
- اسناب پالرد
- ببه دنیلز
- سمی بروکس
- لایج کانلی
- فرانک دانیلز
- فرد سی. نیومیر
- چارلز اینسلی
- دی لمپتون
- گاس لئونارد
- چارلز استیونسون
- نوآ یانگ